# Ulica Gminna w Zamościu
Ulica Gminna – jedna z ulic Zamościa, która jest jednojezdniowa na całej długości.

## Historia
Ulica ta powstała w 2 ćw. XIX wieku i łączyła obecną ul. Partyzantów z drogą wylotową z Zamościa do Hrubieszowa (obecna ul. Hrubieszowska). Jej część północna jest pozostałością XVII-wiecznej drogi (dawna ul. Kościelna).

### Nazwa
Ulica ta otrzymała nazwę w 1922 roku i od tego czasu nie była ona zmieniana.

## Obecnie
Obecnie jest to ulica głównie osiedlowa, ale łącząca także inne, ważne ulice Zamościa, co sprawia, iż ruch jest tu dość spory, zwłaszcza na odcinku od ul. Prymasa S. Wyszyńskiego do ul. Partyzantów (częściowo jednokierunkowym - od ul. Hrubieszowskiej na południe). Ponadto jej bliskie położenie koło Nowego Rynku sprawia, że znajduje się przy niej wiele obiektów usługowych, głównie na wspomnianym odcinku, a są to: Dworzec PKS i położony po drugiej stronie ulicy główny przystanek przewoźników prywatnych, ponadto liczne placówki handlowe, m.in. DH Agora (dawny Jubilat), DH Tomasz oraz mniejsze: DH Mieszko, DH Resta (wybudowany w 2006 roku) i sklepy różnych branż jak odzieżowe (Pepco), komputerowe, AGD-RTV czy też obiekty gastronomiczne.
Przy ul. Gminnej znajduje się także dawna synagoga, wzniesiona w II poł. XIX wieku, w czasie II wojny światowej niemal w całości spalona, ostatecznie przebudowana na przedszkole, jakie mieści się w niej współcześnie.
Zabudowa mieszkalna to głównie domy jednorodzinne (na południe od ul. Partyzantów) oraz kilka bloków (po wschodniej stronie na północ od tej ulicy).